# 喀尔墩乡
喀尔墩乡，是中华人民共和国新疆维吾尔自治区伊犁哈萨克自治州伊宁市下辖的一个乡镇级行政单位。

## 行政区划
喀尔墩乡下辖以下地区：
巴依库勒村、英阿亚提村、吉尔格朗村、花果山村和东梁村。